# (100722) 1998 BB30
(100722) 1998 BB30 es un asteroide perteneciente al cinturón de asteroides descubierto el 29 de enero de 1998 por el equipo del Spacewatch desde el Observatorio Nacional de Kitt Peak, Arizona, Estados Unidos.

## Designación y nombre
Designado provisionalmente como 1998 BB30.

## Características orbitales
1998 BB30 está situado a una distancia media del Sol de 2,180 ua, pudiendo alejarse hasta 2,398 ua y acercarse hasta 1,961 ua. Su excentricidad es 0,100 y la inclinación orbital 3,002 grados. Emplea 1175,91 días en completar una órbita alrededor del Sol.

## Características físicas
La magnitud absoluta de 1998 BB30 es 16. 